# Horné Srnie
Horné Srnie (em húngaro: Felsőszernye) é um município da Eslováquia, situado no distrito de Trenčín, na região de Trenčín. Tem 27,26 km² de área e sua população em 2018 foi estimada em 2.750 habitantes.

## Demografia
| Ano:        | 1994 | 2004   | 2014   | 2024   |
| ----------- | ---- | ------ | ------ | ------ |
| Broj ljudi: | 2862 | 2876   | 2795   | 2679   |
| Razlika:    |      | +0,48% | -2,81% | -4,15% |

| Ano:               | 2023 | 2024   |
| ------------------ | ---- | ------ |
| Número de pessoas: | 2700 | 2679   |
| Diferença:         |      | -0,77% |